# Княжество Сърбия
Княжество Сърбия е названието на възстановеното в началото на 19 век автономно сръбско образувание за периода 1830 – 1882. Начело стои княз. След Берлинския конгрес от 1878 г. Сърбия е независима държава, като дотогава княжеството е номинално васално на османския султан.

## Князе и държавни глави
Княжеството се управлява от династията Обреновичи (на сръбски: Обреновићи).
- Милош Обренович 1815 – 1839
- Милан Обренович II (1839)
- Михаил III Обренович 1839 – 1842

През 1842 Обреновичи са изпратени в изгнание, а за княз е провъзгласен Александър Караджорджевич. През 1858 Обреновичите са възстановени на сръбския престол.
- Милош Обренович 1858 – 1860 (повторно)
- Михаил III Обренович 1860 – 1868 (повторно)
- Милан IV Обренович 1868 – 1882 а от същата година, след коронясването му в Жича, е и крал на Сърбия, известен като крал Милан I 1882 – 1889.